# Литературен кабинет „Владимир Башев“
Литературният кабинет „Владимир Башев“ е част от Националния литературен музей в София.
Жилището на поета Владимир Башев е в структурата на Националния литературен музей от 1987 г., след като майката му Катя Башева и неговата съпруга Вера Ганчева го даряват. В него Владимир Башев живее до смъртта си през 1967 г. Музейният архив на съдържа ценни ръкописи, кореспонденция, снимки, вещи, както и личната му библиотека от близо 2500 книги.
Литературният кабинет е средище на съвременни поети, писатели, музиканти и артисти. Към него функционира и Поетично ателие „Владимир Башев“, в което участват поети-журналисти. В него се връчва националната литературна награда „Владимир Башев“.